# Escambray

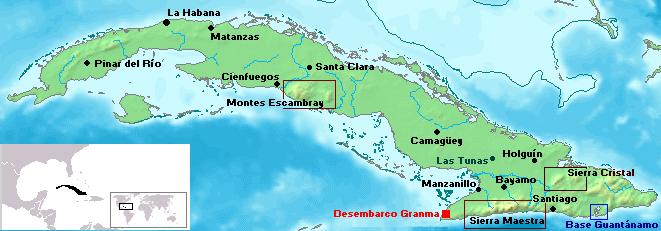
Położenie na mapie Kuby

Escambray, Sierra del Escambray, Macizo de Guamuhaya – pasmo górskie położone w centralnej części Kuby, pomiędzy miastami Sancti Spíritus, Santa Clara, Cienfuegos i Trinidad. Najwyższym wzniesieniem jest Pico San Juan (1140 m n.p.m.).  

## Charakterystyka
Góry Escambray porośnięte są w większości tropikalną dżunglą, dzięki dużym opadom deszczu, najwyższym na całej wyspie.  

## Historia
W latach 60. XX w. góry stały się miejscem utarczek pomiędzy oddziałami Fidela Castro a kontrrewolucjonistami, trwających do roku 1966.